# Ekuanot
Ekuanot (voorheen Equinox) is een hopvariëteit, gebruikt voor het brouwen van bier. De variëteit, oorspronkelijk onder de naam HBC 366 ontwikkeld, werd in april 2014 gelanceerd met als naam: Equinox. Sinds 2016 is de hopsoort gekend onder de naam Ekuanot.
Deze hopvariëteit is een “aromahop”, bij het bierbrouwen voornamelijk gebruikt vanwege zijn aromatische eigenschappen.

## Kenmerken
- Alfazuur: 14,4 – 15,6%
- Bètazuur: 4,6 – 5,1%
- Eigenschappen: uitgesproken aroma van citrus, tropisch fruit, met kruidige kenmerken